# Karl Johan Lindberg
Karl Johan Lindberg, född 1851 i Sund på Åland, död 1921, var en finländsk ingenjör. Han var bror till Werner Lindberg.
Lindberg tjänstgjorde vid Överstyrelsen för väg- och vattenbyggnaderna 1879–1917. Han ritade bland annat omkring 250 järnvägsbroar och vann därigenom rykte som en av Finlands främsta brokonstruktörer.